# Comatulida
I Comatulidi (Comatulida A.H.Clark, 1908) sono un ordine di echinodermi della classe dei Crinoidi. L'ordine comprende 596 specie, oltre il 90% delle specie di crinoidi viventi.

## Descrizione
Sono crinoidi privi di peduncolo, di cui rimane solamente la piastra centrodorsale, che si fissano al substrato con cirri che si dipartono direttamente dalla base del calice; posseggono cinque braccia flessibili, ramificate e a forma di piuma.
Il numero dei cirri varia da specie a specie (mediamente 15-30, ma alcune specie possono averne sino ad 80) ed ha una valenza tassonomica. I cirri sono molto fragili e si spezzano facilmente, ma hanno la capacità di rigenerarsi.

## Biologia
Sono organismi bentonici che vivono ancorati al substrato pur avendo la facoltà di spostarsi liberamente.

### Alimentazione
Sono organismi filtratori passivi, che si nutrono di una varietà di protisti (diatomee e altre alghe unicellulari, foraminiferi, actinopodi), larve di invertebrati, piccoli crostacei e detriti organici.

### Riproduzione
I comatulidi sono animali gonocorici, cioè a sessi separati. I gameti sono prodotti da pinnule specializzate situate alla base delle braccia, e la fecondazione è esterna. Le larve sono planctoniche nella prima fase di sviluppo, nelle fasi successive si fissano al substrato per mezzo di un peduncolo. Al completamento dello sviluppo il peduncolo si spezza e i giovani adulti ridivengono mobili.

### Predatori
I comatulidi sono predati da pesci di almeno nove famiglie differenti: Lutjanidae, Ephippidae, Chaetodontidae, Labridae, Monacanthidae, Tetraodontidae, Notacanthidae, Balistidae e Sparidae. Tra le specie che si cibano preferenzialmente di crinoidi vi sono l'orata (Sparus aurata) e il pesce balestra pagliaccio (Balistoides conspicillum).

## Distribuzione e habitat
I comatulidi sono presenti in quasi tutti i mari del mondo, con una concentrazione di biodiversità nelle barriere coralline dell'Indo-Pacifico; circa il 65% delle specie viventi si trova a profondità inferiori ai 200 m. Nel mar Mediterraneo è comune il giglio di mare (Antedon mediterranea).

## Tassonomia

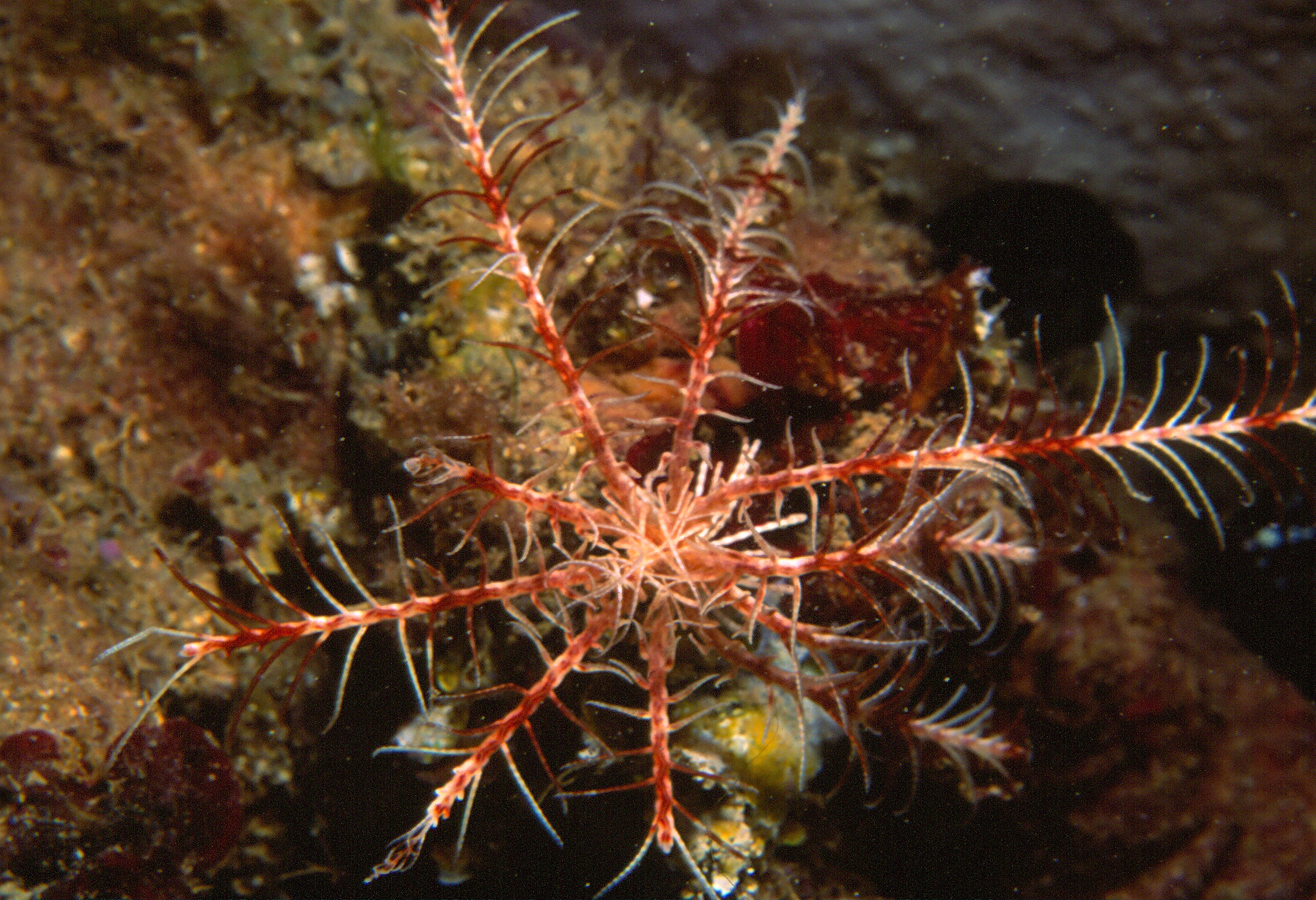
Antedon mediterranea
(Antedonidae)

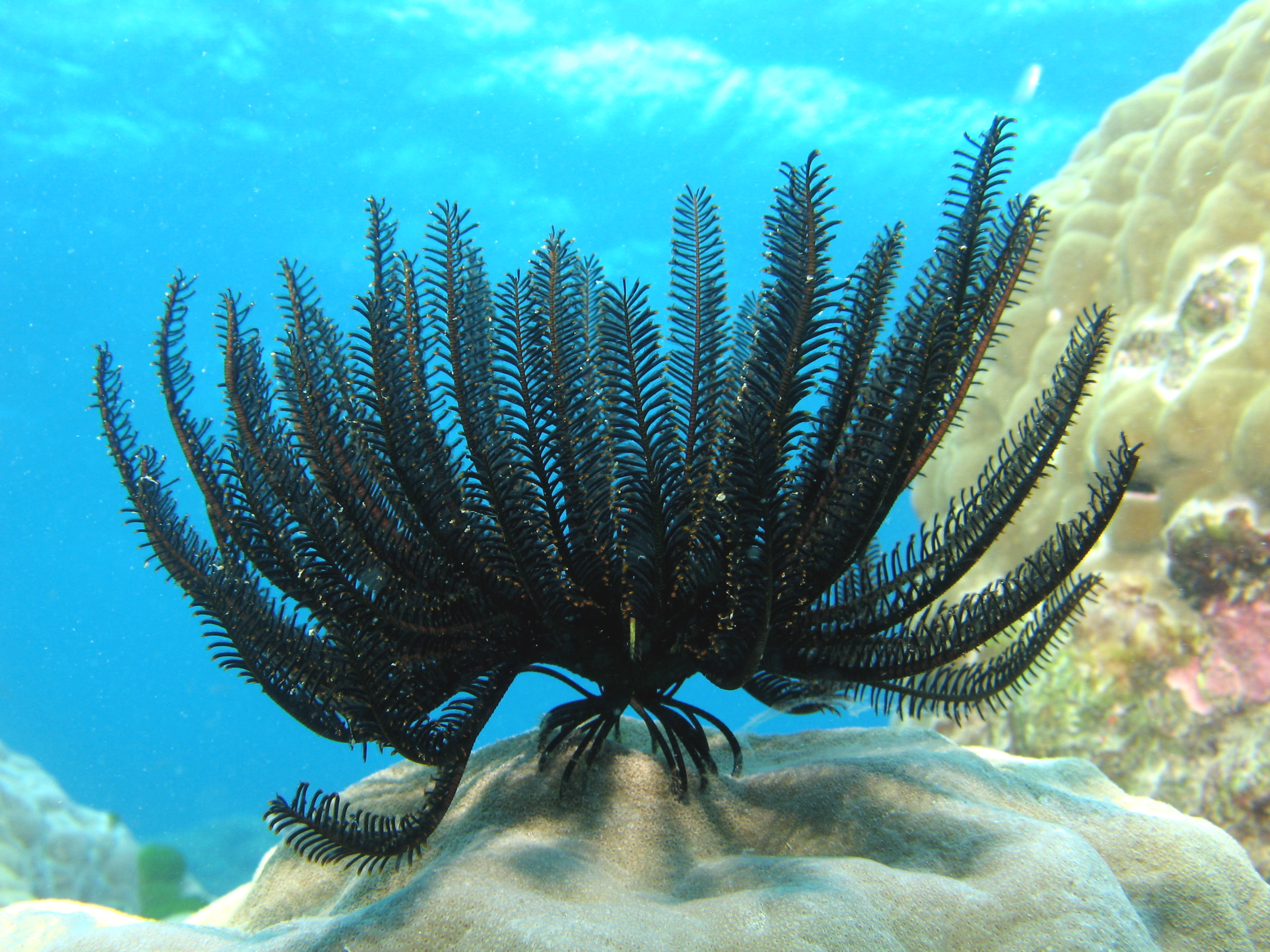
Comaster schlegelii
(Comatulidae)

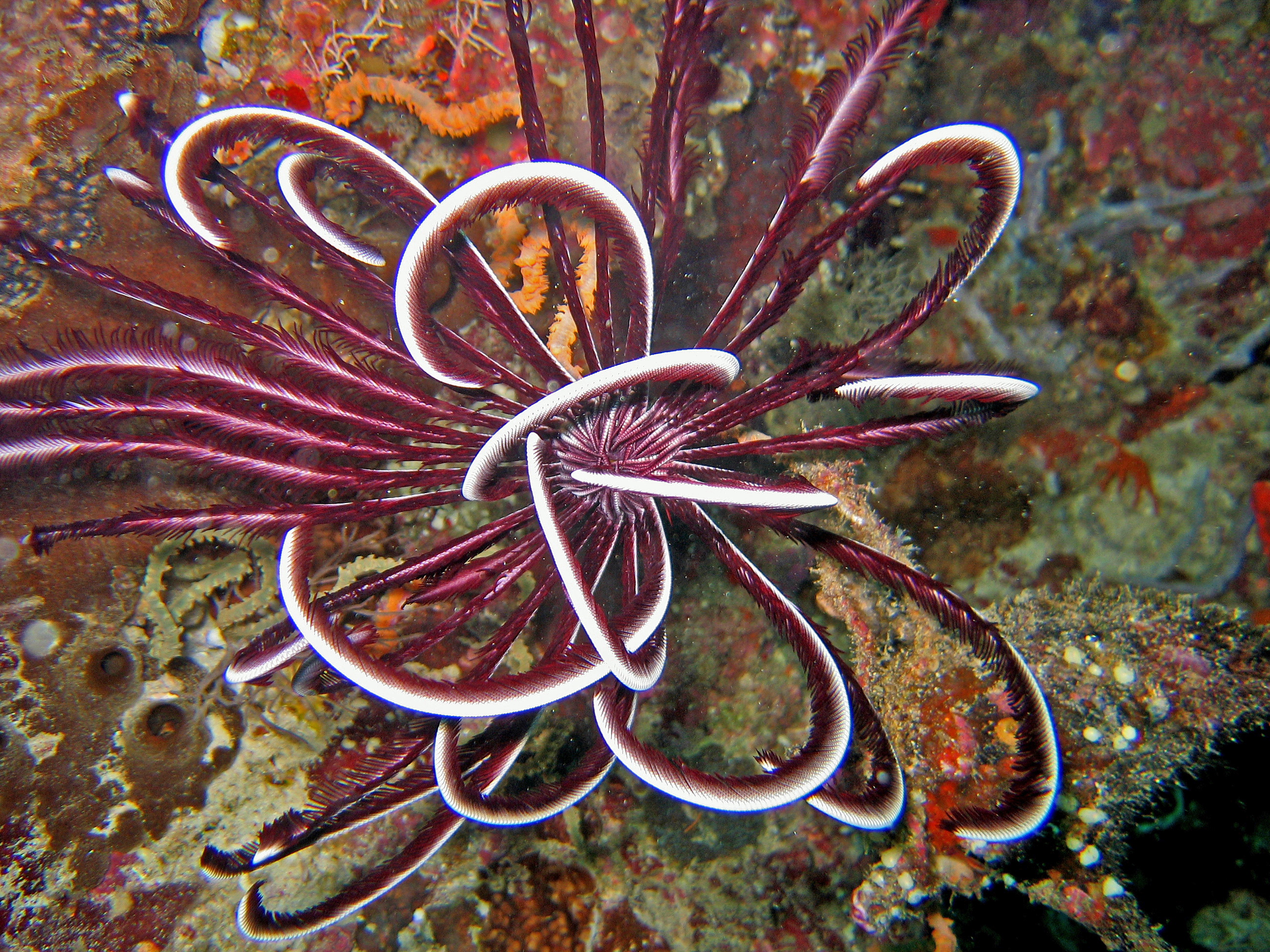
Cenometra bella
(Colobometridae)

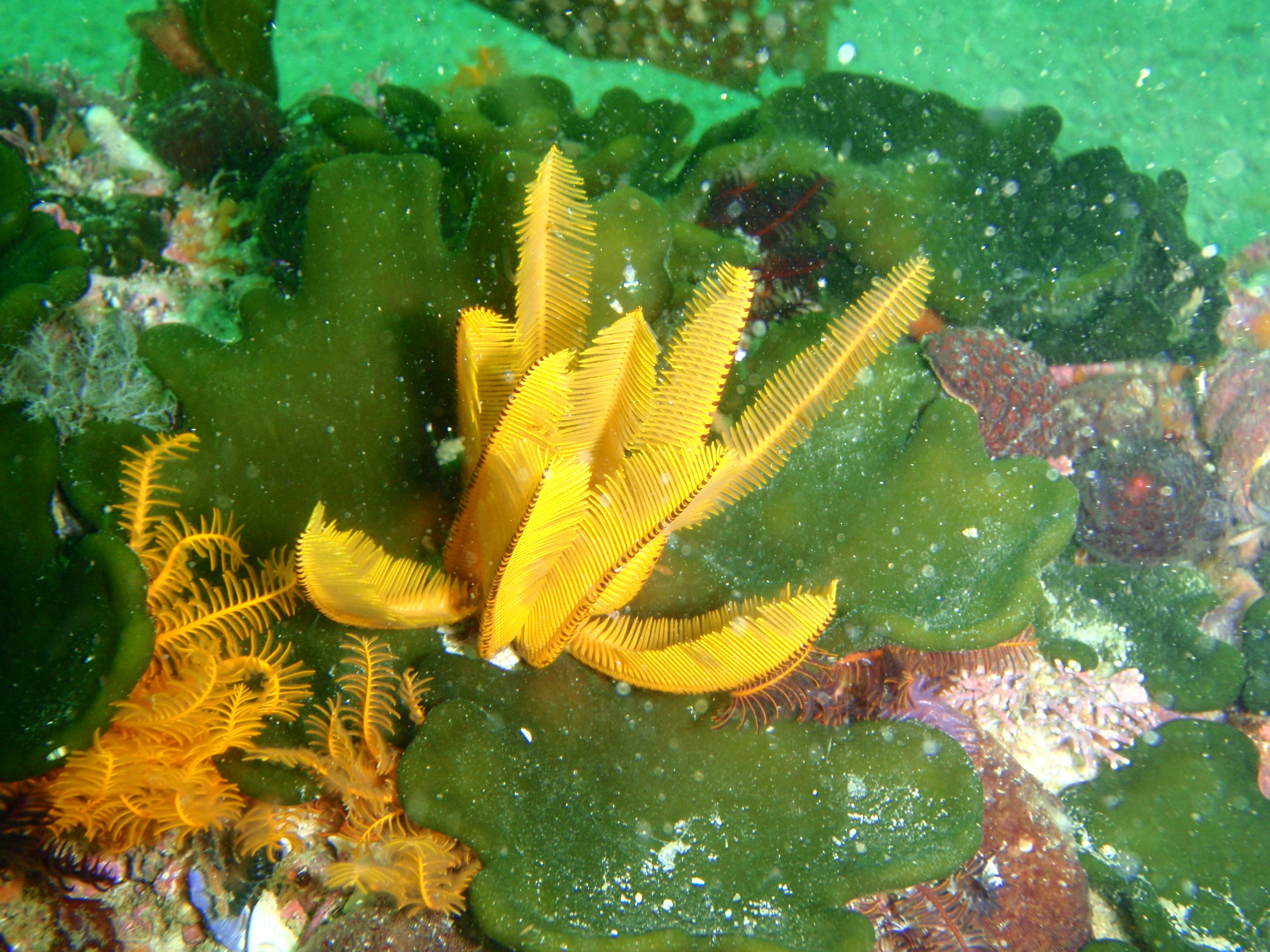
Tropiometra carinata
(Tropiometridae)

L'ordine Comatulida comprende le seguenti superfamiglie:
- Superfamiglia Antedonoidea Norman, 1865
  - Antedonidae Norman, 1865
  - Pentametrocrinidae A.H.Clark, 1908
  - Zenometridae A.H.Clark, 1909

- Superfamiglia Atelecrinoidea Bather, 1899
  - Atelecrinidae Bather, 1899

- Superfamiglia Comatuloidea Fleming, 1828
  - Comatulidae Fleming, 1828

- Superfamiglia Himerometroidea AH Clark, 1908
  - Colobometridae A.H.Clark, 1909
  - Himerometridae A.H.Clark, 1907
  - Mariametridae A.H.Clark, 1909
  - Zygometridae A.H.Clark, 1908

- Superfamiglia Notocrinoidea Mortensen, 1918
  - Aporometridae H.L. Clark, 1938
  - Notocrinidae Mortensen, 1918

- Superfamiglia Paracomatuloidea Hess, 1951 †
  - Paracomatulidae Hess, 1950 †

- Superfamiglia Tropiometroidea A.H.Clark, 1908
  - Asterometridae Gislén, 1924
  - Calometridae A.H.Clark, 1911
  - Charitometridae A.H.Clark, 1909
  - Ptilometridae A.H.Clark, 1914
  - Thalassometridae A.H.Clark, 1908
  - Tropiometridae A.H.Clark, 1908

- Superfamiglia incertae sedis
  - Atopocrinidae A.H.Clark, 1912
  - Bathycrinidae Bather, 1899
  - Bourgueticrinidae Loriol, 1882
  - Eudiocrinidae A.H.Clark, 1907
  - Guillecrinidae Mironov & Sorokina, 1998
  - Phrynocrinidae A.H.Clark, 1907
  - Septocrinidae Mironov, 2000